# Lezo
Lezo est une commune du Guipuscoa dans la communauté autonome du Pays basque en Espagne.
La commune fait partie de l'Eurocité basque Bayonne - San Sebastian.

## Toponymie
La première mention écrite sur Lezo date selon l'historien Pablo Gorosabel du privilège du territoire de la fondation de la ville de Fontarrabie en 1203. Ce document indique les limites de la ville de Fontarrabie, en finissant cette description avec la phrase suivante:
Item dono vobis Guillelmum de Lazon et socios suos, ut sint vestri vicini.
C'est-à-dire que la ville de Fontarrabie était un don à un tel Guillermo de Lazon et à ses partenaires pour qu'ils la peuplent et soient des habitants de cette dernière. Comme dans ce privilège de territoire on ne mentionne pas explicitement Lezo et cette localité a appartenu depuis très longtemps à la juridiction de la ville de Fontarrabie, on interprète que depuis la fondation de Fontarrabie en 1203 Lezo a déjà été assigné au voisinage de la ville. En étant précisément la mention Guillermo de Lazon et à ses partenaires une mention à laquelle Fontarrabie a été peuplé par des propriétaires terriens dans des maisons de la zone de Lezo, en ayant précisément comme chef le dit Lazon.
Selon le chroniqueur Serapio Múgica la tradition comptait que Lazon était propriétaire de Lezo-aundia, la maison solaire déjà disparue dans l'antiquité, qui se trouvait avec l'actuelle paroisse et a donné son nom au village.
La signification de Lezo est énigmatique. Il s'est habituellement agi de le mettre en rapport avec le mot basque de leize, qui signifie grotte, sima. Il pourrait toutefois s'agir aussi d'un nom de famille apporté par des habitants gascons de la zone.
En basque et en castillan le toponyme est transcrit de la même façon mais il est prononcé de manière légèrement différente.

## Géographie
Les communes limitrophes sont  Errenteria, Fontarrabie, Irun, Oiartzun et Pasaia.
La municipalité de Lezo est limitée au Nord par la montagne Jaizkibel, à l'ouest par le port de Pasaia, à l'est par la haut Gaintzurizketa et vers le Sud par la rivière Oiartzun et la ville de Errenteria. Dans toutes ces frontières, elle profite des reliefs géographiques accidentés comme sont les rivières, montagnes et la ligne côtière, pour délimiter sa juridiction municipale.
Son territoire municipal a une extension de 12,94 km et son périmètre une longueur de 14 000 mètres approximativement.
Le niveau plus haut est la montagne Jaizkibel avec 543 mètres, montagne partagée avec d'autres communes comme Pasaia et Fontarrabie.
La zone urbaine se trouve à 18 mètres d'altitude.
Les températures annuelles de Lezo oscillent entre 7 °C et 12 °C en hiver et entre 16 °C et 20 °C en été en lui donnant une grande bénignité et des contrastes, étant à l'origine des microclimats comme dans la zone de Gaintzurizketa.

## Histoire

### Antiquité
L'ancienne situation stratégique de Lezo dans la baie permet de signaler l'hypothèse de l'existence d'un port romain dans son territoire, à l'abri du promontoire sur lequel est située l'église paroissiale.
De son côté, la population autochtone des environs a continué saisonnièrement à maintenir, sans un grand changement, une économie pastorale de type transhumant, en transférant des pâtures du Jaizkibel aux systèmes montagneux de l'intérieur.

### Moyen Âge
Les premiers indices d'un noyau de population stable dans le territoire de Lezo remontent au Xe siècle, époque où la vallée de la rivière Oiartzun se trouvait sous l'orbite des rois navarrais. Ce moment historique a été marqué par une insécurité généralisée, accentuée dans notre cas par les incursions, de pillage des pirates normands. Toutefois, déjà au XIIIe siècle, après l'incorporation de Guipuscoa au royaume de Castille, avec un petit noyau urbain a transformé en point de repère de la branche côtière du chemin de Saint Jacques et d'une population chaque fois plus intéressée par les activités maritimes, on a fermé pour Lezo le processus d'occupation du territoire.

### Ère moderne

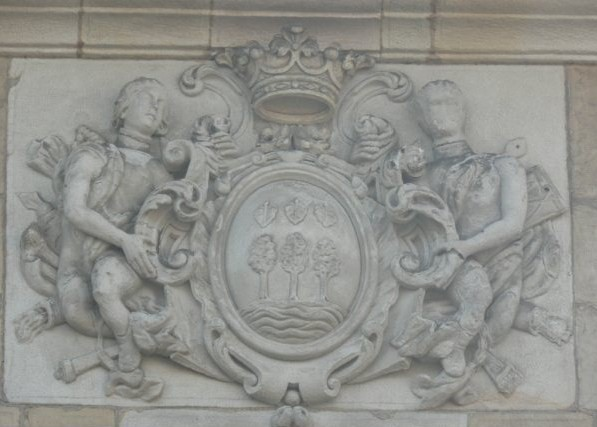
Blason.

Pendant le XVIe siècle et une partie du XVIIe, époque d'une prospérité relative, les activités maritimes ont éprouvé à Lezo un développement énorme en ce qui concerne les ruraux. Cela a influencé l'importance stratégique du port de Pasaia, et les privilèges maritimes qui ont eu lieu naturellement en matière de chargement et de déchargement de marchandises.
Toutefois, à partir de la crise du XVIIe siècle, l'économie se ruralisa progressivement, jusqu'à un tel point que déjà pour la fin du XVIIIe siècle la pêche côtière s'est transformée en unique activité maritime d'importance pour l'économie de Lezo. Les terres, au contraire, ont été dans une certaine mesure enrichies par l'emploi de nouvelles techniques et l'introduction de cultures exotiques, comme le maïs et la pomme de terre.

## Personnalités liées à la commune
- Jaime de Zamora (XVIe): pilote majeur, explorateur.
- Esteban de Villaviciosa (XVIe): marin et amiral.
- Lope de Isasti (1565-1626): historien.
- Eugenio de Ochoa (1815-1872): écrivain.
- Jon Garbizu (1894-1930): poète.
- Juan José Sarasola: Lexo (1867-1952): bertsolari.
- Elías Salaverria (1883-1952): peintre.
- Antonio Pildain y Zapiain (1890-1973): évêque du diocèse des îles Canaries (1936-1966). Considéré comme la personne connaissant le mieux l'histoire des îles Canaries au XXe siècle.
- Tomás Garbizu (1901-1989): compositeur et musicien.
- Luis Goya (1951-2006): producteur de cinéma.
- Patri Urkizu (1946): écrivain en langue basque.
- Jokin Uria (1965): footballeur.
- Josu Andueza (1973): rameur qui participa aux jeux olympiques de Barcelone 1992.
- Polentzi Guezala (1919-2008) : Txistulari
- Blas de Lezo (1689-1741) : Amiral et grand stratège de l'Armada Espagnole (né dans la commune voisine à Pasaia/Pasaje)

### Sources
- (es) Cet article est partiellement ou en totalité issu de l’article de Wikipédia en espagnol intitulé « Lezo » (voir la liste des auteurs).